# Arte rupestre en Baja California Sur
Arte Rupestre en Baja California Sur es el arte encontrado al sur de la península de Baja California en diversos conjunto de sitios rupestres en el estado de Baja California Sur, el cual se han dividido e identificado en 3 zonas rupestres: 
- 1) Zona del «Arte Rupestre Gran Mural», al noreste del estado, a 40 km del golfo de California, (en el Valle de los cirios,  la sierra de San Borja, sierra San Juan, sierra de San Francisco y sierra de Guadalupe). En esta zona están las «Pinturas rupestres de la Sierra de San Francisco», declaradas Patrimonio de la Humanidad en 1993.
- 2) Sierra la Giganta (zona de Mulegé), y
- 3) Región de San José del Cabo (parte extremo sur peninsular).

México cuenta con más de 3000 sitios o yacimientos arqueológicos con arte rupestre registrados oficialmente. Sólo 12 sitios han sido identificados oficialmente y abiertos al público.

## Zona Rupestre «Gran Mural»
«Arte Rupestre Gran Mural», es arte rupestre etiquetado así por el escritor y fotógrafo estadounidense Harry W. Crosby, nombre que fue bien recibido por la comunidad mexicana e investigadora de pinturas rupestres. La pinturas rupestre del estilo Gran Mural, ha logrado colocar a México como una de las 19 naciones (2024) que se cuentan con sitios de arte rupestre registrados como “Arte Rupestre Patrimonio de la Humanidad,” elegidos entre los 700,000 lugares y de los 20 millones de imágenes rupestres en el mundo, y eso ha sido posible, por la espectacularidad de su arte.
Baja California Sur es el estado mexicano, que cuenta con las pinturas que son el ícono de lo rupestre mexicano, por ser las más difundidas y conocidas a nivel mundial, las más grandes en tamaño, por contar con una gran cantidad de ellas y su muy particular estilo, han logrado posicionarse como las más espectaculares a nivel nacional, motivo por el cual han sido inscritas en 1993 como Patrimonio Mundial de la humanidad como «Pinturas rupestres de la Sierra de San Francisco», sumándose a la lista que se inició con los registros de Italia y Bulgaria en 1979, y los últimos en inscribirse que han sido China (2016), Arabia Saudita (2015)y España y Portugal (2010).
La denominación «Arte Rupestre estilo Gran Mural» fue acuñada por el investigador Harry Crosby en la década de 1970, considerado como tal por sus dimensiones, siendo de las más grandes del mundo. En la zona Se han registrado cerca de 1150 sitios rupestres, que incluye pinturas, grabados y mixtos, hasta lograr varios miles de imágenes que han sido registrado los sitios a través de material fotográfico y video gráfico por el INAH, diversos estudios en libros y análisis por especialistas.
Crosby dividió el arte rupestre Gran Mural en 5 sub estilos: Rojo sobre granito, San Francisco, San Borjitas, La Trinidad y los semi abstractos meridionales.
El rancho San Francisco de la Sierra, es la puerta de entrada a la zona de la sierra de San Francisco, y a las «Pinturas rupestres de la Sierra de San Francisco», ya que es el lugar con más número de sitios con pinturas rupestres, y está incluida como una de las cinco mayores concentraciones de arte rupestre en el mundo. El clima en la zona, es desértico y los abrigos rocosos donde están ubicadas las pinturas son de difícil acceso, y es la zona de más baja densidad poblacional en el país, por lo que los sitios han sido bien conservados hasta la fecha. 
La zona de influencia del arte rupestre Gran Mural, abarca la zona sur del estado de Baja California, su vecino del norte, en la Mesa del Carmen en zona de Santa Gertrudis.